# Boèhütte
Die  Boèhütte (italienisch Rifugio Boè, bis 1918 Bamberger Hütte) ist eine Schutzhütte des Società degli Alpinisti Tridentini (SAT) in der Sellagruppe in den Dolomiten. Sie gehört zu den höchstgelegenen Hütten in den Dolomiten.

## Lage und Umgebung
Die Boèhütte liegt auf 2873 m s.l.m. (nach anderen Angaben 2871 m s.l.m.) im Zentrum der Sella-Hochfläche rund 700 Meter nordwestlich des Piz Boè und unweit des Col Turond (2927 m). Der Sattel, auf dem sich die Hütte befindet, bildet einen Übergang zwischen dem Mittagstal im Nordosten und dem Val Lasties im Südwesten. Nördlich der Hütte liegen der Sas de Mesdi (2978 m) und die Forcella d’Antersas (2839 m). Wenige Meter östlich der Hütte verläuft die Provinzgrenze zwischen dem Trentino und Südtirol, wobei die Hütte noch im Trentino auf dem Gemeindegebiet von Canazei liegt.

## Geschichte

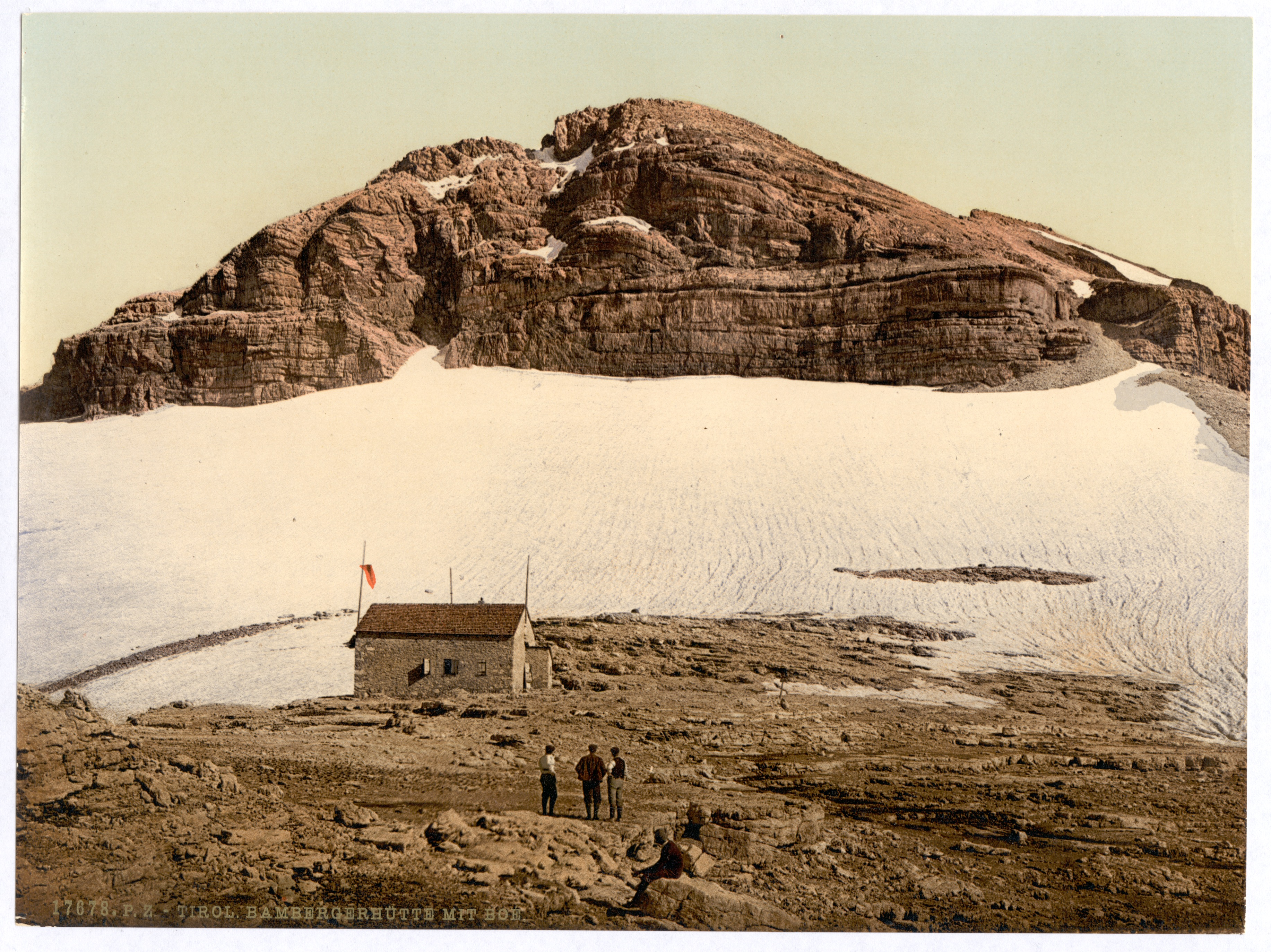
Bamberger Hütte vor Piz Boè Photochromdruck (um 1895)

Die Hütte wurde im Jahr 1894 von der Sektion Bamberg des Deutschen und Österreichischen Alpenvereins als gemauertes Gebäude mit großer Terrasse erbaut und erhielt den Namen Bamberger Hütte. Nachdem die Hütte im Ersten Weltkrieg schwer beschädigt worden war, wurde sie 1921 enteignet und zusammen mit 13 anderen DÖAV-Hütten der Società degli Alpinisti Tridentini (SAT), der größten Teilorganisation des CAI, übertragen. 1924 wurde sie von der SAT als Boèhütte neu eröffnet und in den folgenden Jahren und Jahrzehnten mehrmals erweitert.
1992 wurde die Hütte dank der finanziellen Unterstützung durch die Autonome Provinz Trient mit einer experimentellen Anlage zur Behandlung und biologischen Klärung von Abwasser ausgestattet.
Zwischen 2018 und 2020 wurden noch einmal größere Umbau- und Erweiterungsmaßnahmen an der Hütte durchgeführt. Ein Anbau aus früheren Jahren, in dem sich bislang der Speisesaal befand, wurde abgerissen und durch einen Neubau (Bauvolumen: 3306 Kubikmeter) ersetzt. Das erhaltene ursprüngliche Gebäude (1334 Kubikmeter) wurde renoviert und modernisiert. Die Höhenlage und die damit verbundenen kurzen Sommer haben die Umbaumaßnahmen über diesen langen Zeitraum anhalten lassen. Nach Abschluss der Arbeiten öffnete die erweiterte und umgebaute Boèhütte im Juni 2021. Mit der Einrichtung eines Breitband-Internetzugangs über Satellit im Sommer 2021, war die Boèhütte die erste auf knapp 3000 m Höhe gelegenen Schutzhütte in Italien, die über einen solchen Zugang verfügte.

## Touren
Die Boèhütte liegt am Dolomiten-Höhenweg 2 und wird meistens in Kombination mit dem Piz Boè besucht. Im Winter liegt sie an einer beliebten Skitourenabfahrt durch das Mittagstal.

### Zugang zur Hütte
- vom Sass Pordoi (Bergstation der Pendelbahn, 2950 m): 1 Stunde
- von der Pisciadùhütte (2585 m): 2 Stunden
- vom Pordoijoch (2239 m): 2½ Stunden
- von der Franz-Kostner-Hütte (2536 m): über den Piz Boè 2½–3 Stunden
- vom Rifugio Monte Pallidi, Pian de Schiavaneis (1850 m): durch das Val Lasties 2½–3 Stunden
- vom Grödner Joch (2121 m): über die Pisciadùhütte 3½ Stunden
- von Kolfuschg (1640 m): durch das Mittagstal 4 Stunden
- vom Sellajoch (2249 m): über den Pößnecker Klettersteig (D) 4½–5 Stunden

### Tourenziele
- Piz Boè (Capanna Fassa, 3152 m): 1 Stunde
- Sass Pordoi (2950 m): 1 Stunde
- Piz Miara (2964 m): 1 Stunde
- Pisciadùspitze (2985 m): 1¼ Stunden